# NK Lučko
Nogometni klub Lučko is een Kroatische voetbalclub uit Lučko, een voorstad van Zagreb. 
De club werd in 1931 opgericht en veranderde meermaals van naam. De club promoveerde in 2009 naar de Druga HNL en werd daarin in 2011 tweede waardoor NK Lučko in het seizoen 2011/12 in de Prva HNL speelde. Dat seizoen werd de competitie teruggebracht van 16 naar 12 teams en Lučko degradeerde. In 2019 zakte de club naar het derde niveau.

## Historische namen
- 1931–1941: NK Velebit
- 1946–1951: NK Stupnik
- 1951–1957: NK Sijač
- 1957–1961: NK Mlinostroj
- 1961–1993: NK Lučko
- 1993–1994: NK Lučko Kompresor ZG
- 1994–1996: NK Lučko Kompresor
- 1996-heden: NK Lučko

## Eindklasseringen vanaf 1996
| Seizoen | Competitie     | Niveau | Eindstand | Beker     | Opmerking |
| ------- | -------------- | ------ | --------- | --------- | --------- |
| 1995/96 | 3. HNL-Centrum | III    | 1         | --        |           |
| 1996/97 | 2. HNL-Centrum | II     | 1         | --        |           |
| 1997/98 | 2. HNL-Centrum | II     | 15        | --        |           |
| 1998/99 | 3. HNL-Centrum | III    | 10        | --        |           |
| 1999/00 | 1. ŽNL-Zagreb  | IV     | 4         | --        |           |
| 2000/01 | 1. ŽNL-Zagreb  | IV     | 1         | --        |           |
| 2001/02 | 3. HNL-Centrum | III    | 3         | voorronde |           |
| 2002/03 | 3. HNL-Centrum | III    | 5         | --        |           |
| 2003/04 | 3. HNL-Centrum | III    | 8         | 1e ronde  |           |
| 2004/05 | 3. HNL-Centrum | III    | 6         | --        |           |
| 2005/06 | 3. HNL-Centrum | III    | 4         | --        |           |
| 2006/07 | 3. HNL-West    | III    | 5         | voorronde |           |
| 2007/08 | 3. HNL-West    | III    | 4         | --        |           |
| 2008/09 | 3. HNL-West    | III    | 2         | --        |           |
| 2009/10 | 2. HNL         | II     | 4         | --        |           |
| 2010/11 | 2. HNL         | II     | 2         | --        |           |
| 2011/12 | 1. HNL         | I      | 13        | --        |           |
| 2012/13 | 2. HNL         | II     | 9         | --        |           |
| 2013/14 | 2. HNL         | II     | 9         | 8e finale |           |
| 2014/15 | 2. HNL         | II     | 9         | voorronde |           |
| 2015/16 | 2. HNL         | II     | 8         | --        |           |
| 2016/17 | 2. HNL         | II     | 9         | --        |           |
| 2017/18 | 2. HNL         | II     | 10        | --        |           |
| 2018/19 | 2. HNL         | II     | 14        | --        |           |
| 2019/20 | 3. HNL-Centrum | III    | 8         | --        |           |
| 2020/21 | 3. HNL-Centrum | III    |           |           |           |

## Bekende (ex-)spelers
- Vinko Buden
- Nikola Žižić